# 찰스 3세
찰스 3세(영어: Charles III, 1948년 11월 14일~)는 영국과 14개국으로 이루어진 영연방 왕국의 국왕이다. 휘는 찰스 필립 아서 조지 마운트배튼윈저(영어: Charles Philip Arthur George Mountbatten-Windsor)이다. 그는 1952년부터 2022년 그의 즉위에 이르기까지 콘월 공작과 로스시 공작의 후계자였으며 영국 역사상 가장 오랫동안 왕세자의 자리에 있던 인물이다. 그는 1958년 7월부터 어머니인 엘리자베스 2세가 승하한 이후 2022년 9월 8일에 즉위할 때까지 웨일즈에 가장 오래 군림한 공작이었다. 조지 6세(1936년~1952년)가 즉위한 이후로 70년 만에 첫 남성 국왕이다. 엘리자베스 2세의 아들로써 유일한 남성 국왕에 즉위를 하였다. 그의 자녀는 웨일스 공 윌리엄과 서식스 공작 해리가 있다. 역대 영국 국왕 중에서 가장 최고령의 나이에 즉위한 국왕이다. 엘리자베스 2세와 에든버러 공작 필립의 장남이다.
찰스 3세는 버킹엄 궁전에서 에든버러 공작 필립과 엘리자베스 2세의 장남으로 태어났다. 그는 침 스쿨과 고든스토운 스쿨에서 교육을 받았으며, 두 곳 모두 그의 아버지가 다녔던 곳이었다. 그는 이후 오스트레일리아 빅토리아주에 있는 질롱 그래머 스쿨의 팀버탑 캠퍼스에서 한 해를 보냈다. 케임브리지 대학에서 학사 학위를 취득한 후, 찰스는 1971년 1976년까지 왕립공군과 왕립 해군에서 복무했다.
1981년 다이애나 스펜서와 혼인하여 두 아들을 두었으나, 1996년 이혼하였다. 2005년 오랜 교제 끝에 카밀라와 혼인하였고, 카밀라는 콘월 공작부인(Duchess of Cornwall)이 되었다.
찰스는 어머니와 달리, 정치적인 견해를 표명하고 있어 논란이 되고 있다. 이 때문에 찰스가 즉위할 경우에 국왕의 역할에 대해 재규정하려는 움직임이 있었다고 밝혀졌다.

## 생애
에든버러 공작 필립과 엘리자베스 2세의 맏이이자 장남으로 1948년 11월 14일 오후 9시 14분 런던의 버킹엄 궁전에서 제왕절개를 통해 태어났다. 유년기 때부터 어머니의 뒤를 이어서, 미래의 영국 국왕이 되기 위해 철저한 엘리트 교육을 받았다. 1971년에서 1976년까지 영국 해군에 복무하였다.
1981년 7월 29일, 스펜서 백작 존 스펜서의 딸인 다이애나 스펜서와 결혼하여, 이듬해 장남 윌리엄, 1984년에 차남 해리를 얻었다. 그럼에도 불구하고 찰스는 내연녀 카밀라 파커 볼스와 불륜을 지속하여, 다이애나와의 결혼 생활을 극도로 악화시켰다. 다이애나는 두 사람의 관계를 공개적으로 비난하였으며, 찰스 공은 텔레비전상에서 이를 시인하였다. 또한 1996년 8월에는 다이애나와의 이혼을 발표하였고, 1997년 8월 31일에는 다이애나가 교통 사고로 사망한 이후, 카밀라와 공공연하게 교제하는 행동으로 국민들의 비난을 샀다.
2005년 4월 8일 정식으로 결혼한다고 발표되었다. 그러나 교황 요한 바오로 2세의 장례식이 4월 8일에 거행되었기 때문에 날짜가 연기되었다. 2005년 4월 9일 윈저 성의 성공회 세인트 조지 성당에서 카밀라와의 결혼식을 올렸다.
2010년 8월 미국 NBC와의 인터뷰에서, 자신이 왕위를 계승할 경우 아내인 카밀라가 왕비 칭호를 받게 될 수도 있을 것이라는 발언을 해 논란을 일으켰다. 여론 조사에서는 국민들 대다수가 이혼 경력이 있는 카밀라가 왕비가 되는 것에 대해 반감을 가지고 있는 것으로 나타났다. 카밀라 역시 찰스 왕세자가 영국의 왕으로 즉위해도, 절대 왕비가 되지 않겠다고 밝힌 바 있다.
찰스의 왕위 승계 대기 기간은 어머니의 즉위 기간을 넘었다. 빅토리아 여왕의 아들 에드워드 7세가 종전에 보유했던 영국 왕실 사상 최장기 왕위 대기 기간인 59년 2개월 13일도 갈아 치웠다.

## 칭호와 호칭
찰스가 보유한 칭호는 여러 가지가 있다. 현재 그의 여러 칭호·호칭·서훈 등을 한꺼번에 일컬을 때는 "His Royal Highness The Prince Charles Philip Arthur George, Prince of Wales, Duke of Cornwall and Earl of Chester, Duke of Rothesay, Earl of Carrick, Baron of Renfrew, Lord of the Isles, Prince and Great Steward of Scotland, Knight Companion of the Most Noble Order of the Garter, Knight of the Most Ancient and Most Noble Order of the Thistle, Great Master and First and Principal Knight Grand Cross of the Most Honourable Order of the Bath, Member of the Order of Merit, Knight of the Order of Australia, Companion of the Queen's Service Order, Honorary Member of the Saskatchewan Order of Merit, Chief Grand Commander of the Order of Logohu, Member of Her Majesty's Most Honourable Privy Council, Aide-de-Camp to Her Majesty"이나 사용되는 경우는 드물다.
찰스의 공식 칭호의 변천은 다음과 같다.
- 1948년 11월 14일~1952년 2월 6일: 에든버러 공자 찰스 전하(His Royal Highness Prince Charles of Edinburgh)
- 1952년 2월 6일~1958년 7월 26일: 콘월 공작 전하(His Royal Highness The Duke of Cornwall )
  - 1952년 2월 6일~2022년 9월 8일: 스코틀랜드에서는 로스시 공작 전하(His Royal Highness The Duke of Rothesay)
- 1958년 7월 26일~2022년 9월 8일: 웨일스 공 전하(His Royal Highness The Prince of Wales)
- 2022년 9월 8일~: 국왕 폐하(His Majesty The King)

| 현재의 휘장 |

영국에서 부여한 찰스의 공식 칭호들은 다음과 같다.

### 영국
- 웨일스 공(1958년 7월 26일)
- 체스터 백작(1958년 7월 26일)
- 에든버러 공작(2021년 4월 9일)
- 메리오네스 백작(2021년 4월 9일)
- 그리니치 남작(2021년 4월 9일)

### 스코틀랜드
- 로스시 공작(1952년 2월 6일)
- 캐릭 백작(1952년 2월 6일)
- 렌프루 남작(1952년 2월 6일)
- 디아일스 영주(1952년 2월 6일)
- 스코틀랜드 왕자 및 그레이트 스튜어트(1952년 2월 6일)

### 잉글랜드
- 콘월 공작(1952년 2월 6일)

## 같이 보기
- 현재의 군주 목록